# Mike Károly
Mike Károly (Budapest, 1949. február 6. – ) magyar fotóművész, alkalmazott fotográfus.

## Életpályája
A fényképész szakmát a FŐFOTÓ-nál kezdte 1972-ben, majd Gödöllőn, egy kutatóintézet fotócsoportjában Schwanner Endretől és Módos Gábortól tanulta. Eredeti képzettsége közlekedésgépészeti technikus. 1976-ban fényképész szakmunkás-bizonyítványt szerzett. 1978-88-ig műszaki fényképész és filmoperatőr Schmidt Gyula mellett a budapesti MEFI-ben, ahol végül fotólaborvezető és technikai osztályvezető-helyettes lesz.
1976-tól a Magyar Televízió Híradójánál riportfotósként dolgozott, 1988-tól fotóriporterként külsősként dolgozott a Híradónál 1997 végéig. Az 1988-89-es tanévben a Magyar Újságírók Országos Szövetsége fotóriporter iskola fotólabor-gyakorlat oktatója lett, és vezetőségi tagja. 1974: Budapesti Fotóklub, majd 1997-től a Magyar Fotóriporterek Társaságának tagja. 1999-ben lett a HUNGART Vizuális Művészek Egyesületének küldötte. 2006-tól tagja lett a Magyar Fotóművészek Szövetségének (MFSz), ez évtől helyezkedett el a közszférában ügykezelőként. 2011-től nyugdíjba vonult, de a következő évtől tagja és aktív kiállítója a MFSz „Senior” alkotócsoportjának.
Hirdetések, kiadványok, naptárak, könyvillusztrációk, plakátok, prospektusok, orvosi- és oktatási felvételek, műtárgyfotók elkészítése fűződik a nevéhez. Riportfotókat, és légifelvételeket is készít.

## Egyéni kiállításai
- 1974 • I. ker. Művelődési Ház Enyvvári Péterrel és Susits Tamással
- 1974 • Gyöngyös Ballai Júliával
- 1975 • Budapesti Fotóklub [Susits Tamással].

## Részvétele csoportos kiállításokon (válogatás)
- 1985 • Országos Fotótárlat, Tatabánya
- 1986 • Magyar reklámfotók, Collegium Hungaricum, Bécs
- 1995 • Promotion '95
- 1999 • 3. Fotó-szalon, Magyar Alkotóművészek Országos Egyesülete, Olof Palme-ház, Budapest • Életem legjobb képe,
- Duna Galéria, Budapest • A magyar társadalom a XXI. század küszöbén, SINAR – artfotó, Mai Manó Ház
- 2000 • A magyar reklám-fényképezés története, Duna Galéria, Budapest • 4. Fotószalon, Magyar Alkotóművészek Országos Egyesülete, Vigadó Galéria, Budapest

## Díjai, elismerései
- 1972: A Munka folyóirat országos fotópályázata, II. díj;
- A Magyar Reklámszövetség reklámfotópályázatai: Reklám kategóriában: 1983: II. díj;
- 1984: Különdíj;
- 1989: Pályadíj;
- 1991, 1992: Híd a jövőbe kategória, I. díj;
- 1993: Híd a jövőbe kategória, pályadíj;
- 1995: Nemzeti Kulturális Alap Fotóművészeti Szakkollégiuma, kategória díj;
- 1999: A magyar társadalom a XXI. század küszöbén, SINAR – artfotó, Mai Manó Ház, különdíj.

## Portfóliók
- 1996-97 • Design '92 könyv,
- Design '94 könyv,
- Nagy Kreatív Könyv,
- EXPO '96 poszterek,
- Az Év fotói 1999,
- Art Director's Index to Photographers No. 21 (CH) • Night Shots és New Glamour kötetek, London.